# 化合物
化合物（かごうぶつ、英: chemical compound）とは、さまざまな化学元素の原子が化学結合によって結合した分子（または分子実体）が、多数集まって構成された化学物質である。したがって、1種類の元素の原子だけで構成された分子は化合物とは見なされない。化合物は、他の物質との相互作用を伴う化学反応によって、別の物質に変化することがある。この過程で、原子間の結合が切れたり、新たな結合が形成されることがある。
化合物は主に4種類あり、構成する原子がどのように結合しているかによって区別される。分子性化合物は共有結合で、イオン性化合物はイオン結合で、金属間化合物は金属結合で、配位化合物は配位共有結合で結合する。ただし非化学量論的化合物は例外的で、議論の余地がある境界事例となっている。
化学式とは、化合物分子に含まれる各元素の原子を標準的な元素記号で、下付きの原子数とともに指定する記述方法である。多くの化合物には Chemical Abstracts Service（CAS）によって固有のCAS登録番号が割り当てられている。世界中で、350,000以上の化合物（化学物質の混合物を含む）が製造や使用のために登録されている。

## 化合物の定義
2種類以上の原子（化学元素）が一定の化学量論的な比率で結合した物質を化合物（chemical compound）と呼ぶ。この概念は、純物質（純粋な化学物質）を考えると最も理解しやすい:15。化合物には、2種類以上の原子が一定の比率で含まれるため、化学反応によってより原子数の少ない化合物や物質に変換することができる。化学式とは、ある化合物を構成する原子の比率に関する情報を表わす方法で、化学元素を表す化学記号と、原子数を表す添字を使用する。たとえば、水は2個の水素原子と1個の酸素原子が結合した化合物で、化学式は H2O である。非化学量論的化合物の場合、その割合は調合に関して再現性があり、構成元素の定比率を得ることができるが、その割合は整数比ではない（たとえば、水素化パラジウムの化学式は PdHx (0.02 < x < 0.58)）。
化合物は、固有の定義された化学構造を持ち、化学結合によって定義された空間的配置のもとで一緒に保持されている。化合物の種類には、共有結合で結合した分子化合物、イオン結合で結合した塩、金属結合で結合した金属間化合物、または配位共有結合で結合した一部の化学錯体がある。純粋な化学元素は、しばしば複数の原子からなる分子を構成しているが（例: 二原子分子 H2 や多原子分子 S8 など）、二原子以上の要件を満たさないため一般に化合物とはみなされない。多くの化合物は、Chemical Abstracts Service（CAS）によって固有の数値識別子、すなわちCAS登録番号が割り当てられている。
真に非化学量論的な物質と、一定の比率を要する化合物とを区別する命名法はさまざまで、ときには一貫しないこともある。多くの固体化学物質（たとえば多くのケイ酸塩鉱物）は、化学物質ではありながら、元素の化学結合を一定の比率で反映する単純な式を持たず、このような結晶性物質は、しばしば非化学量論的化合物（あるいは不定比化合物）と呼ばれる。このような非化学量論的物質は、地球の地殻やマントルの大部分を形成しているが、その組成の多様性は、既知の「真の化合物」の結晶構造内に外来元素が混入していたり、既知の化合物の構造中に構成元素の過不足が起こって構造が乱れることが多いことから、化合物というよりは化合物に類似しているものという主張もある。また、化学的に同一と考えられる化合物でも、構成元素の重同位体や軽同位体の量が異なり、元素の質量比がわずかに変化することがある。
化合物を、有機化合物と無機化合物のいずれかに分類することもあるが、その境界は不明瞭である。基本的には炭素化合物はすべて有機化合物とされるが、炭素の酸化物はその例外として無機化合物とされる。

## 種類

### 分子
分子（molecule）とは、2つ以上の原子が化学結合で結合した、電気的に中性な集合である。分子は、酸素分子（O2）のように1つの化学元素の原子からなる等核分子と、水（H2O、2つの水素原子と1つの酸素原子）のように2つ以上の元素からなる異核分子に分けられる。分子とは、物質のすべての物理的および化学的特性を備えた最小の単位である。

### イオン性化合物
イオン性化合物（ionic compound）とは、イオン結合と呼ばれる静電気力によって結合したイオンからなる化合物である。この化合物は全体として中性であるが、陽イオンと呼ばれる正に帯電したイオンと陰イオンと呼ばれる負に帯電したイオンで構成されている。これらには、塩化ナトリウム中のナトリウム（Na+）や塩化物（Cl−）のような単原子イオンもあれば、炭酸アンモニウム中のアンモニウム（NH+
4）と炭酸イオン（CO2−
3）のような多原子種もある。イオン性化合物内の個々のイオンは通常、複数の最近接イオンを持つため分子の一部とはみなされず、連続した三次元ネットワーク（通常は結晶構造）の一部とみなされる。
塩基性イオンである水酸化物（OH−）や酸化物（O2−）を含むイオン性化合物は、塩基に分類される。これらのイオンを含まないイオン性化合物は塩（または塩類）とも呼ばれ、酸塩基反応によって生成することができる。また、イオン性化合物は、溶媒の蒸発、沈殿、凍結、固相反応、または反応性金属とハロゲンガスなどの反応性非金属との電子移動反応により、その構成イオンから生成することもある。イオン性化合物は一般に融点と沸点が高く、硬くて脆（もろ）い。これらは固体ではほとんど絶縁体だが、融解または溶解するとイオンが移動するため導電性を持つようになる。

### 金属間化合物
金属間化合物（intermetallic compound）とは、2種類以上の金属元素の間で秩序のある固体の化合物を形成する金属合金の一種である。金属間化合物は一般に硬くて脆く、高温での機械的性質が優れている。これらは、化学量論的金属間化合物と、非化学量論的金属間化合物とに分類される。

### 配位化合物
配位化合物（coordination complex、錯化合物とも呼ぶ）とは、配位中心と呼ばれる（通常は金属の）中心原子またはイオンと、配位子または錯化剤と呼ばれる周囲の結合分子またはイオンの配列から構成される化合物である。金属含有化合物、特に遷移金属化合物の多くのは配位化合物である。金属原子を配位中心とする配位化合物を、dブロック元素の金属錯体と呼ぶ。

## 結合と力
化合物は、さまざまな種類の結合や力によってつなぎ合っている。化合物内における結合の種類の違いは、その化合物に含まれる元素の種類に依存する。
ロンドン分散力は、分子間力の中で最も弱い力である。これは、隣接する2つの原子の電子が一時的に双極子を形成するように配置されたときに生じる一時的な引力である。また、ロンドン分散力は、非極性物質を凝縮して液体にしたり、さらに環境の温度によって凍結した固体状態にする役割も担っている。
共有結合は、分子結合とも呼ばれ、2つの原子の間で電子が共有されるものである。この形式の結合は、主に元素周期表で近い位置にある元素の間で起こるほか、一部の金属と非金属の間でも見られる。こうした現象は、この結合の機構に起因するものである。周期表で近い位置にある元素は、電子に対する親和力が似ている、すなわち電気陰性度が似ている傾向がある。どちらの元素も電子を供与したり獲得したりする親和性が強くないため、電子を共有することになり、両方の元素がより安定したオクテットを持つようになる。
イオン結合は、元素間で価電子が完全に移動することで起こる結合である。共有結合とは反対に、この化学結合は互いに逆荷電した2つのイオンを生成する。イオン結合をする金属元素は通常、価電子を失って、正電荷を持つ陽イオンとなる。一方、非金属元素は金属から電子を獲得して、負電荷を持つ陰イオンとなる。前記のようにイオン結合は、電子供与体（通常は金属）と電子受容体（通常は非金属）の間で起こる。
水素結合は、電気陰性度が大きな原子に結合した水素原子が、相互作用する双極子または電荷を通じて、別の陰性原子と静電的な結合を形成することで起こる。

## 化学反応
ある化合物が、化学反応によって別の化合物と相互作用することで、その化学組成を変換することができる。この過程では、相互作用するそれぞれの化合物で原子間の結合が切断され、その後、原子間に新しい結合が再形成される。概念的にこの反応は、AB + CD → AD + CB と記述することができる。ここで、A、B、C および D は、それぞれ固有の原子であり、AB、AD、CD および CB は、それぞれ固有の化合物である。

## 参考項目
- 化学構造 - 分子の原子とその化学結合の空間的配置
- IUPAC命名法 - 化学組成とその構造に基づく化合物の命名規則
- 有機化合物の一覧 - 一般的な有機化合物の化学式とCAS番号のリスト
- 化合物一覧 - 無機化合物の化学式のリスト
- 純物質 と 混合物
- 化合 と 分解

## 推薦文献
- Robert Siegfried (1 October 2002), From elements to atoms: a history of chemical composition, American Philosophical Society, ISBN 978-0-87169-924-4